# Constituição da Virgínia

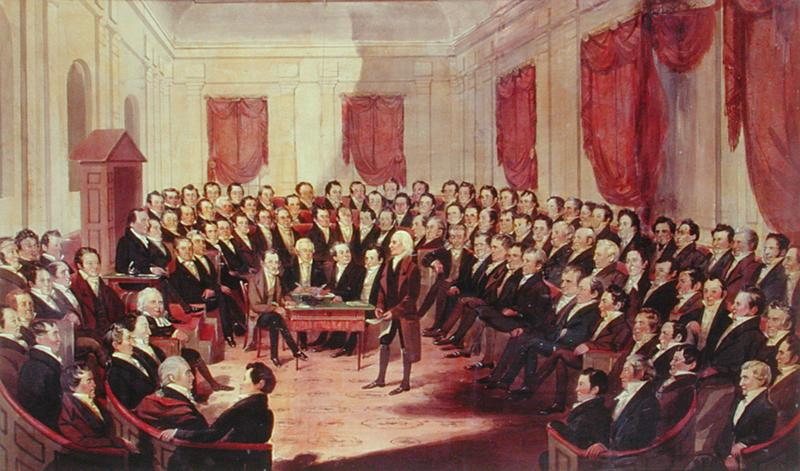
A Convenção Constitucional da Virgínia em 1830, por George Catlin

A Constituição da Comunidade da Virgínia é o documento que define e limita os poderes do governo estadual e os direitos básicos dos cidadãos da "Commonwealth of Virginia" dos EUA. Como todas as outras constituições estaduais, é supremo sobre as leis e atos do governo da Virgínia, embora possa ser substituído pela Constituição dos Estados Unidos e pela lei federal dos EUA de acordo com a "Supremacy Clause".

## Visão geral
A Constituição original da Virgínia de 1776 foi promulgada na época da Declaração da Independência pelos primeiros treze Estados dos Estados Unidos da América. A Virgínia foi um dos primeiros estados a adotar sua própria Constituição em 29 de junho de 1776, e o documento teve grande influência nos Estados Unidos e no exterior. 
Além de emendas frequentes, houve seis revisões principais subsequentes da constituição (por Convenções para as constituições de 1830, 1851, 1864, 1870, 1902, e por comissão para emendas de 1971). Essas novas constituições foram parte de, e em reação a, períodos de grande convulsão regional ou social na Virgínia. Por exemplo, a constituição de 1902 incluiu disposições para aplicar o "sufrágio restrito" aos afro-americanos, que em 1900 constituíam quase 36% da população do estado. Eles só recuperaram o direito ao voto depois da aprovação da legislação federal de direitos civis em meados da década de 1960.